# Bilu

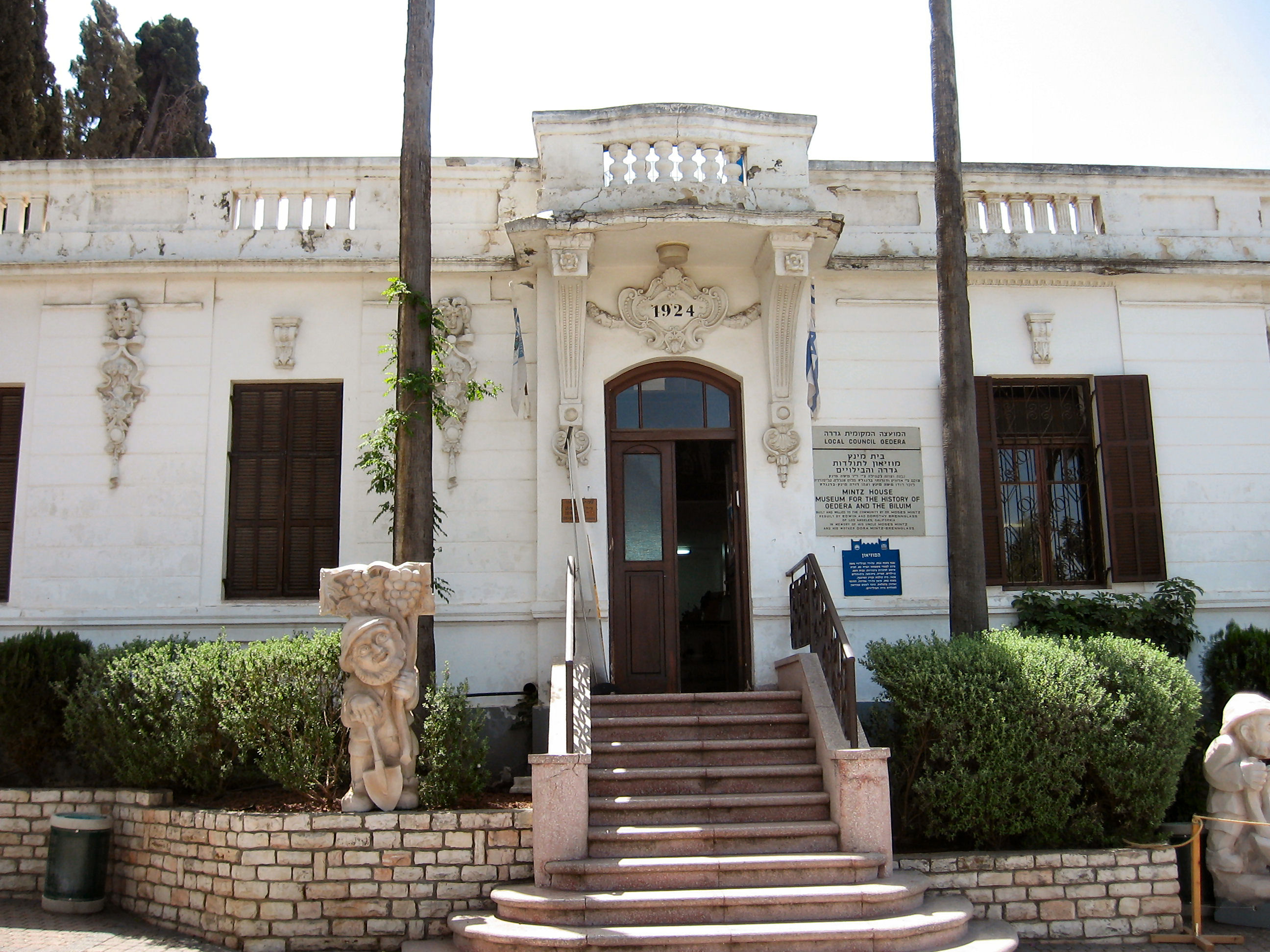
Museu Bilu em Gedera

Bilu (em hebraico:  ביל"ו; também Pioneiros da Palestina), foi um movimento cujo objetivo era obter o assentamento agrícola da Terra de Israel. Seus membros eram conhecidos como Bilu'im.

## Etimologia
"Bilu" é um acrônimo baseado em um verso do Livro de Isaías (2:5) "בית יעקב לכו ונלכה" Beit Ya'akov Lekhu Venelkha ("Vinde, ó casa/descendência de Jacó, e andemos na luz do Senhor").

## História
A onda de pogroms de 1881-1884 e as Leis de Maio antissemitas de 1882, introduzidas pelo czar Alexandre III da Rússia, levaram à emigração em massa de judeus do Império Russo. Em 6 de julho de 1882, o primeiro grupo de pioneiros de Bilu chegou à Palestina Otomana. O grupo consistia em quatorze estudantes universitários da Carcóvia, liderados por Israel Belkind, mais tarde um proeminente escritor e historiador. Após uma curta estadia na escola de agricultura judaica em Mikveh Israel, eles se juntaram aos membros de Hovevei Zion ("Amantes de Sião") no estabelecimento de Rishon LeZion ("Primeiro a Sião"), uma cooperativa agrícola em terras compradas na aldeia árabe de Ayun Kara. Atormentado pela falta de água, doenças e dívidas financeiras, o grupo abandonou o local dentro de alguns meses. Eles então procuraram ajuda do Barão Edmond de Rothschild e Moritz Hirsch, que forneceram financiamento que levou ao estabelecimento da indústria vinícola local. Em 1886, começou a construção de uma vinícola em Rishon Lezion, que se tornou uma empresa bem-sucedida de exportação de vinhos.
No inverno de 1884, outro grupo de pioneiros de Bilu fundou Gedera. Gedera foi fundada em um terreno comprado na vila árabe de Qatra por Yechiel Michel Pines, do Hovevei Zion, sob os auspícios do cônsul francês em Jafa.